# Estación de Nation
La estación de Nation es una estación de la línea A de la red de cercanías, RER, operada por la RATP en París. Se encuentra en la plaza de la Nación, en el límite de los distritos XI y XII. Ofrece conexiones con hasta cuatro líneas de metro: la línea 1, 2, 6 y 9.

## Historia
En medio del entramado de las líneas de metro se sitúa la estación RER inaugurada el 14 de diciembre de 1969 en lo que supuso la transformación de la antigua la antigua línea de Vincennes en parte de la actual línea A. 

## Líneas y correspondencias

### RER
En hora valle, los trenes de la línea A realizan las siguientes rutas, todas ellas "omnibús", parando en todas las estaciones de su recorrido
| tren | origen                 | < estación   | estación >   | destino                | frecuencia |
| ---- | ---------------------- | ------------ | ------------ | ---------------------- | ---------- |
| ZEUS | Boissy-Saint-Léger     | Vincennes    | Gare de Lyon | Saint-Germain-en-Laye  | 10 min     |
| NEGE | Saint-Germain-en-Laye  | Gare de Lyon | Vincennes    | Boissy-Saint-Léger     | 10 min     |
| TERI | Marne la Vallée-Chessy | Vincennes    | Gare de Lyon | Poissy                 | 10 min     |
| OKRE | Poissy                 | Gare de Lyon | Vincennes    | Torcy                  | 20 min     |
| UPAC | Marne la Vallée-Chessy | Vincennes    | Gare de Lyon | Cergy-Le Haut          | 20 min     |
| QYAN | Cergy-Le Haut          | Gare de Lyon | Vincennes    | Marne la Vallée-Chessy | 20 min     |

En hora punta puede variar el servicio con trenes semidirectos que unan los extremos de los ramales y trenes ómnibus con terminales intermedios. No es igual en hora punta matinal que vespertina.